# Francie médiane
Ne doit pas être confondu avec Lotharingie.
Pour les articles homonymes, voir Francie.
843–855
Entités précédentes :
- Empire carolingien 
  - Premier royaume de Bourgogne 
  - Francie
  - Royaume lombard

Entités suivantes :
- Royaume d'Italie
- Royaume de Provence
- Lotharingie

La Francie médiane est le royaume sous le contrôle direct de l'empereur Lothaire Ier, tel qu'il fut délimité à la suite du partage de l'Empire carolingien convenu par le traité de Verdun en août 843. Son territoire étroit et allongé s'étendait de la côte frisonne au bord de la mer du Nord à la mer Méditerranée, en passant par les Pays-Bas, la Rhénanie avec Aix-la-Chapelle, la plupart de la Bourgogne et la Provence, et englobait également l'Italie du Nord jusqu'à la ville impériale de Rome.
Son existence fut éphémère : en septembre 855, peu avant sa mort, Lothaire Ier partagea son royaume entre ses trois fils sous les dispositions du traité de Prüm :
- Louis II, l'aîné reçut le royaume d'Italie et le titre d'empereur romain. Après la mort de Louis II en 875, l'Italie et le titre impérial passa à Charles II le Chauve, roi de Francie occidentale, puis à Carloman, roi de Francie orientale. Dès 962, elle faisait partie intégrante du Saint-Empire romain sous le règne d'Otton Ier.
- Lothaire II reçut le nord de la Francie médiane, le Lotharii Regnum s'étendant de la Frise jusqu'à la Bourgogne transjurane au sud (à distinguer de la région actuelle de Bourgogne faisant partie de la Francie occidentale) ; cette région prendra le nom de Lotharingie. Après la mort de Lothaire II en 869, ses territoires ont été redistribués conformément aux dispositions du traité de Meerssen conclu en août 870 : le roi de Francie orientale, Louis le Germanique, oncle de Lothaire II et frère de Lothaire Ier, reçoit la zone Est ; le roi de Francie occidentale, Charles le Chauve a obtenu la partie Ouest. En février 880, par le traité de Ribemont, les petits-fils de Charles ont également cédé la partie occidentale au roi franc oriental Louis III. À la suite de la déposition de Charles III le Simple en 923, la Lotharingie fut incorporée pour des siècles à la Francie orientale. En 959, elle fut ensuite subdivisée en Basse-Lotharingie ou duché de Lothier, dont le territoire, aujourd'hui partagé entre la France, la Belgique, les Pays-Bas, le grand-duché de Luxembourg et l'Allemagne, fut encore subdivisé, et dont le titre fut absorbé par le comté de Louvain puis en 1190 par le duché de Brabant, de sorte que le nom cessa peu à peu d'être utilisé ; et en Haute-Lotharingie ou duché de Lorraine, qui fut intégré à la France en 1766 (et dont une partie passa temporairement à la Prusse après 1871). Par ailleurs, l'archiduc Charles de Habsbourg-Lorraine, chef de la maison de Habsbourg-Lorraine, porte encore de nos jours le titre de courtoisie de duc de Lorraine et de Bar.
- Charles reçut le royaume de Provence incluant la Bourgogne  cisjurane. À la suite de la mort de Charles en 863, son patrimoine fut divisé entre ses frères aînés : la partie nord revient à Lothaire II, la partie sud est attribuée au royaume italien de Louis II puis, à la mort de ce dernier en 875, à la Francie occidentale de Charles le Chauve. En 879, deux ans après la mort de Charles le Chauve, le comte Boson de Vienne y a proclamé le royaume de Basse-Bourgogne ; en 888, après la mort de Charles III le Gros, le Welf Rodolphe Ier a fondé le royaume de Haute-Bourgogne. Le royaume de Bourgogne réuni (Arelat) faisait partie du Saint-Empire à partir de 1033.

Traité de Verdun (843) : l'Empire carolingien est divisé entre les trois fils de Louis le Pieux. Lothaire Ier reçoit la Francie médiane.
Traité de Prüm (855) : la Francie médiane est divisée entre les 3 fils de Lothaire Ier : Lothaire II de Lotharingie, Charles de Provence et Louis II d'Italie.
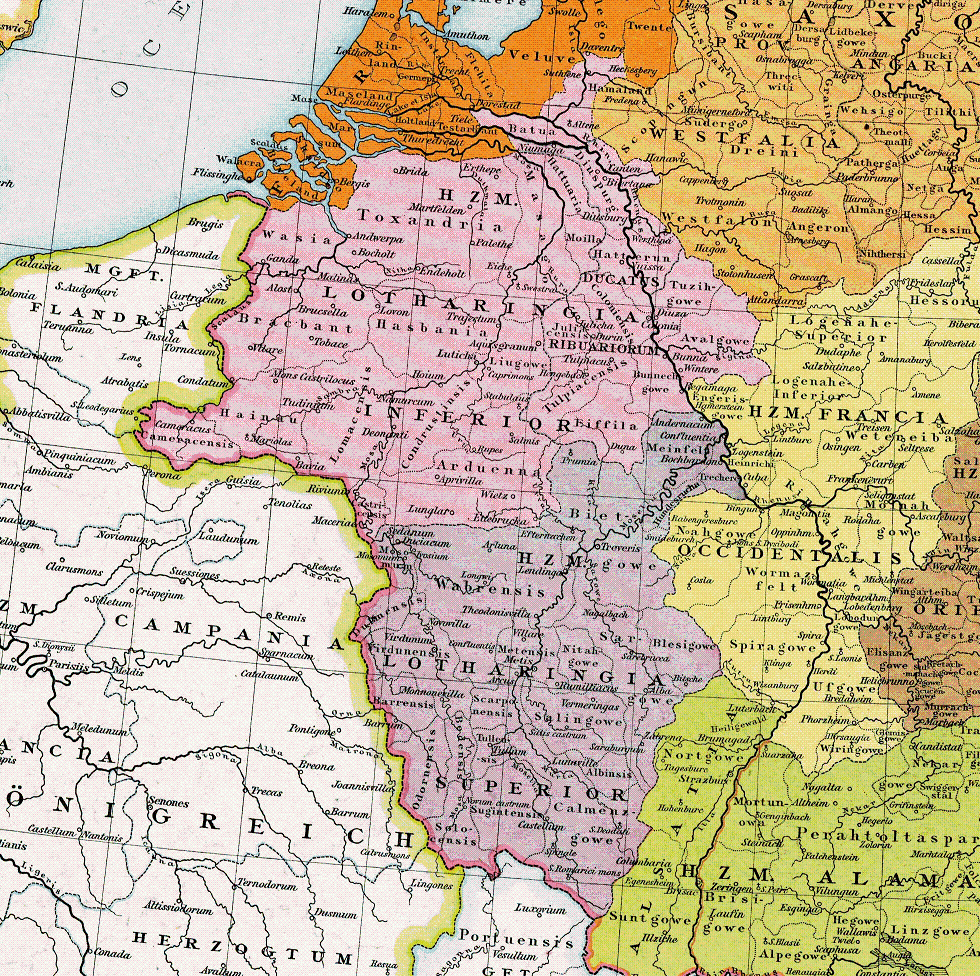
La Haute-Lotharingie (en violet) et la Basse-Lotharingie (en rose) vers l'an 1000.